# L'Égyptien
Pour plus de détails, voir Fiche technique et Distribution.
L'Égyptien (The Egyptian) est un film américain de Michael Curtiz sorti en 1954. C'est une libre adaptation du roman Sinouhé l'Égyptien de l'écrivain finlandais Mika Waltari paru en 1945.

## Synopsis
Treize siècles avant notre ère, en Égypte. Sinouhé, enfant abandonné, est élevé par un médecin qui lui transmet sa vocation et sa science. Devenu adulte, il s'installe à Thèbes et met ses compétences médicales au service des plus pauvres. Un jour, dans le désert, Sinouhé et son ami, l'ambitieux Horemheb, sauvent des griffes d'un lion un inconnu en prière. Cet homme n'est autre que le pharaon Akhenaton. En signe de gratitude, il nomme Horemheb officier de la garde et Sinouhé médecin du Palais. Pour fêter cet heureux événement, les deux hommes se rendent dans une maison de plaisir tenue par la belle et mystérieuse Néfer. Sinouhé succombe au charme de la courtisane. Mais derrière la plastique parfaite de la jeune femme, se cache une âme cupide, dénuée de tout sentiment humain.

## Fiche technique
- Titre : L'Égyptien
- Titre original : The Egyptian
- Réalisation : Michael Curtiz, assisté de Ray Kellogg (non crédité)
- Production : Darryl F. Zanuck pour la Twentieth Century Fox
- Scénario : Philip Dunne et Casey Robinson d'après le roman Sinouhé, l’Égyptien « Myrina » de Mika Waltari
- Musique : Alfred Newman et Bernard Herrmann
- Photographie : Leon Shamroy
- Direction artistique : Lyle Wheeler et George W. Davis
- Costumes: Kay Nelson
- Montage : Barbara McLean
- Pays de production :  États-Unis
- Langue : anglais
- Format : Couleur DeLuxe Cinemascope
- Genre : Péplum
- Durée : 139 minutes
- Dates de sortie : 
  - États-Unis : 24 août 1954
  - France : 11 février 1955
- Affiches : Boris Grinsson, Roger Soubie (France)

## Distribution
- Jean Simmons (VF : Nelly Benedetti) : Mérit
- Victor Mature (VF : Jacques Erwin) : Horemheb
- Gene Tierney (VF : Françoise Gaudray) : Bakétamon
- Michael Wilding (VF : Jacques François) : Akhenaton
- Edmund Purdom (VF : André Falcon) : Sinouhé
- Bella Darvi (VF : Bella Darvi) : Néfer
- Peter Ustinov (VF : Stéphane Audel) : Kaptah
- Judith Evelyn (VF : Marie Francey) : Tiyi, la reine mère
- Anitra Stevens : Néfertiti
- John Carradine : Le pilleur de tombes
- Henry Daniell (VF : Claude Péran) : Mekere, grand prêtre
- Carl Benton Reid (VF : Paul Villé) : Senmut, père de Sinouhé
- Mike Mazurki  (VF : Pierre Morin) : contremaître maison des morts
- Michael Ansara  (VF : Marcel Raine) : commandant hittite
- Ian MacDonald (VF : Pierre Morin) : commandant du navire
- Tommy Rettig  (VF : Linette Lemercier) : Thoth, fils de Mérit
- Angela Clarke (non créditée) : Kipa

## Autour du film
Marlon Brando était censé tenir le rôle principal masculin de ce film mais, peu convaincu par le scénario et par le fait que le producteur Darryl Zanuck ait imposé sa maîtresse Bella Darvi dans un rôle prévu à l'origine pour Marilyn Monroe, l'acteur se désiste in extremis. Le Britannique Edmund Purdom, révélé peu de temps auparavant par Le Prince étudiant, est alors engagé pour remplacer Brando.

## Distinctions
- Nomination à l'Oscar du meilleur photographe : Leon Shamroy